# Себастьян Люксембурзький
Себастьян Люксембурзький (люксемб. Sébastien vu Lëtzebuerg, фр. Sébastien de Luxembourg, нім. Sébastien  von Luxemburg), повне ім'я Себастьян Анрі Марі Гійом (нар. 16 квітня 1992) — принц Люксембургу, Нассау та Парми, син правлячого герцога Анрі та Марії-Терези Местре. Є четвертим у списку наслідування трону Люксембурга.

## Біографія
Себастьян з'явився на світ 16 квітня 1992 року у пологовому будинку ім. великої герцогині Шарлотти у столиці Люксембурга. Він став наймолодшим, п'ятим, сином в родині наслідного великого герцога Анрі та його дружини Марії-Терези Местре. Хрещеними батьками новонародженого стали: його старший брат Гійом та Астрід Бельгійська. Себастьян має трьох старших братів: Гійома, Фелікса та Луї і сестру Александру.
Навчався у школі Ангельсберга, Міжнародній школі св.Георгія, Summer Fields School у Оксфорді та коледжі Амплфорта. У 2011 закінчив Міжнародну школу у Люксембурзі. В даний час здобуває ступінь бакалавра з маркетингу та комунікацій в університеті США.
Вільно володіє люксембурзькою, англійською, німецькою та французькою мовами. Добре розмовляє іспанською.
Любить подорожувати та відкривати для себе нові культури. Цікавиться мистецтвом.
Полюбляє займатися спортом. Віддає перевагу альпінізму, лижам та регбі.